# Jenynsia alternimaculata
Jenynsia alternimaculata és una espècie de peix pertanyent a la família dels anablèpids.

## Descripció
- Pot arribar a fer 5,5 cm de llargària màxima.
- 7-9 radis tous a l'aleta dorsal.
- 9-10 radis tous a l'aleta anal.[6][7]

## Reproducció
És vivípar.

## Hàbitat
És un peix d'aigua dolça, bentopelàgic i de clima tropical.

## Distribució geogràfica
Es troba a Sud-amèrica: l'oest de l'Argentina i el sud de Bolívia.

## Observacions
És inofensiu per als humans.